# Église Saint-Léger de Toutencourt
L'église Saint-Léger de Toutencourt est située sur le territoire de la commune de Toutencourt dans le département de la Somme.

## Historique
L'église paroissiale de Toutencourt a été probablement construite à l'emplacement de l'ancienne chapelle castrale. La nef et ses bas-côtés ont été construits au XVIe siècle, le chœur au XVIIe siècle, le clocher au XVIIIe siècle.

## Caractéristiques

### Extérieur
L'église Saint-Léger est construite en pierre calcaire  et couverte d'ardoise, selon un plan basilical traditionnel avec une nef à bas-côtés, un transept et un chœur. Le clocher est surmonté d'un toit en flèche couvert d'ardoise. La base de l'édifice repose sur un soubassement en grès.
L'intérieur de l'édifice est éclairé par les fenêtres des bas-côtés et par la large baie de la façade. Les voûtes sont décorées de blochets en bois sculptés.

### Intérieur
La clôture du chœur, en fer forgé est décorée d'armoiries, elle est classée monument historique au titre d'objet. 

#### Mobilier
Le maître-autel en bois peint et doré du XVIIIe siècle est surmonté d'une toile représentant la Résurrection. L'autel en bois de saint Nicolas du XVIIIe siècle est décoré d'une toile représentant saint Nicolas ressuscitant trois enfants. L'autel de la Vierge du XVIIIe siècle est inscrit monument historique au titre d'objet.
La chaire à prêcher, deux confessionnaux, en bois sont du XVIIIe siècle, inscrits monuments historiques au titre d'objet.

#### Œuvres d'art
Un tableau sur bois du XVIIe siècle représente la Cène, inscrit monument historique au titre d'objet.
Les statues de saint Eloi, saint Léger, en bois polychrome sont du XVIIIe siècle et sont inscrites monuments historiques au titre d'objet.
Une statue de la Vierge à l'Enfant en bois doré, des statues de la Vierge, saint Crépin, saint Michel et Jeanne d'Arc sont également visibles dans l'édifice.
L'église conserve des fonts baptismaux en marbre.